# Coppa delle Alpi 1984
La Coppa delle Alpi 1984 è stata la ventiquattresima edizione del torneo. Vi hanno partecipato squadre del campionato francese e svizzero.
Ad aggiudicarsi la coppa fu il Monaco per la seconda volta di seguito, per un totale di 3 trofei vinti nella storia della competizione. I monegaschi batterono in finale gli svizzeri del Grasshoppers,  con il risultato di 2-0.

## Squadre partecipanti
- Auxerre
- Bordeaux
- Grasshoppers
- La Chaux-de-Fonds
- Losanna
- Monaco
- Sion
- Sochaux

## Finale
| Zurigo 22 maggio 1985                                          | Monaco    | 2 – 0 | Grasshoppers |  |
| \| \| \| \| \| Koller 87’ (aut.) Krause 88’ \| Marcatori \| \| |           |       |              |  |
|                                                                |           |       |              |  |
| Koller 87’ (aut.) Krause 88’                                   | Marcatori |       |              |  |